# Léider Preciado
Léider Calimenio Preciado Guerrero (Tumaco, Nariño, 26 de febrero de 1977) es un exfutbolista colombiano. Jugaba como delantero y actualmente se desempeña como entrenador de las divisiones inferiores de Santa Fe.

## Trayectoria

### Inicios
Se trasladó de Tumaco a Bogotá para jugar fútbol profesional. Léider se presentó a prueba en Millonarios, donde en su primer entrenamiento anotó una tripleta luego de estar algunos meses vestido de azul por cuestiones de tema económico no fue contratado para jugar con el equipo profesional a pesar de ser unos de los jugadores con mayor proyección que tenían por aquella época en la divisiones menores de Millonarios. Entonces, Calimenio se fue a Santa Fe, equipo con el cual se terminaría de formar entre sus divisiones menores y la filial del Cóndor FC.

### Santa Fe
Empezó su carrera como deportista profesional en el Santa Fe debutando en 1995 y en esta primera etapa permaneció hasta 1998 aunque en 1997 estuvo cedido en el Cúcuta Deportivo y el Club Deportivo El Cóndor para adquirir más experiencia. Fue en 1998 cuando anotaría su primer gol en el clásico bogotano, en la victoria de 2-1 de Santa Fe sobre Millonarios. Unos meses después, Léider hizo su primer doblete con la camiseta albirroja, en un empate 2-2. Durante su primera etapa en Santa Fe, se destacó por ser un delantero rápido y goleador; y sus buenas actuaciones  que le ayudaron a destacar en la Copa Mundial de Fútbol de 1998, en donde hizo el único gol de Colombia frente a la selección de Túnez, partido que terminó con victoria para los colombianos (1-0).

### Paso por España
Después de terminado el Mundial, recibió una oferta del Racing de Santander español, donde estuvo por corto tiempo debido a la poca continuidad que tenía, razón por la cual decide fichar por el Club Deportivo Toledo.

### Regreso a Santa Fe
Luego de su periplo en España, decide volver a Santa Fe para jugar la temporada del año 2000. En 2001, siguió siendo importante,anotando dos goles en un nuevo clásico, bajo el mando de Fernando «el Pecoso» Castro, que después lo llevaría a otros equipos. A final del año, Léider volvió a marcar gol en un nuevo clásico que terminó en empate a uno.

### Once Caldas y Deportivo Cali
En Colombia, también jugó con el Once Caldas y el Deportivo Cali, equipo con el que logró un subcampeonato y el botín de oro colombiano con diecisiete dianas en 2003.

### Vuelta a Santa Fe
Posterior a esto vuelve a jugar con Santa Fe durante las temporadas 2004 y 2005. En 2004, Léider siguió alargando su cuenta de goles en el clásico bogotano, ya que este año hizo 5 goles, entre los cuales hizo una tripleta en la goleada 4-1, en el mismo partido que hizo su gol 100 como futbolista profesional. Al finalizar el torneo, Léider Calimenio, quedó de goleador Torneo Finalización con quince goles. En el primer semestre, Léider hizo el tercer gol en la goleada 3-0 a favor de Santa Fe. 
Para el segundo semestre de 2005, el tumaqueño jugó con el Al Shabab de la liga de Arabia Saudita. Luego de seis meses en territorio asiático, Preciado decide volver a Santa Fe para jugar allí durante dos años más. En 2007, Léider fue lo más destacado de Santa Fe, en un año difícil para el expreso rojo. Durante ese año, anotó otros dos goles y, el 9 de noviembre, quedó solo a un gol de la marca de Miguel Ángel Converti. En 2008, Léider Calimenio Preciado se convirtió en el máximo goleador de la historia del clásico bogotano, anotando en la victoria 2-0. Lo que diferencia la marca del tumaqueño, es que el anotó los quince goles con una sola camiseta, la de Santa Fe.

### Deportivo Quito
Luego de esto, Calimenio decide jugar con el Deportivo Quito de la primera división de Ecuador durante las temporadas 2008 y 2009 ganando allí el campeonato ecuatoriano con el club quiteño que finalizó así su racha de cuarenta años sin conquistas.

### América de Cali
A mediados de 2009, el contrato de Preciado con el Deportivo Quito expiró, por lo que se marchó a buscar un nuevo club. Finalmente, el 18 de junio fue confirmado como nuevo refuerzo del América de Cali. En el mes de noviembre sale del club junto a otros diecisiete jugadores.

### Atlético Bucaramanga y Deportes Quindío
En el año 2010, jugó el primer semestre con el Atlético Bucaramanga donde no tuvo mayor éxito en la Primera B. Para el segundo semestre regresó a la Categoría Primera A para jugar con el Deportes Quindío, donde cumplió una destacada labor en la clasificación del equipo a los cuadrangulares semifinales del Torneo Finalización.

### Última etapa en Santa Fe y retiro
Para el 2011, regresó a Santa Fe, donde estuvo durante todo el año, cumpliendo su séptima etapa en el cuadro capitalino. En el Torneo Apertura 2011, marcó dos goles. En agosto de 2011, sufrió un accidente de tránsito que lo alejó por algunos días de las canchas. En el resto del Torneo Finalización, tuvo presencias esporádicas en el campeonato y no anotó ningún gol. Al resultar el equipo eliminado en la semifinal del torneo contra Once Caldas, Léider quedó por fuera de la nómina que afrontaría la temporada 2012 del fútbol profesional en Colombia.
El 11 de enero de 2012, se anunció que Léider seguiría vinculado con Santa Fe; pero ya no como jugador, sino como asesor en la escuela de formación de las divisiones inferiores del club. El 5 de mayo de 2012, se realizó el partido de su despedida y la de Agustín Julio en un juego de homenaje antes del partido contra Real Cartagena por el Torneo Apertura. Casualmente Santa Fe terminó coronándose campeón del fútbol colombiano en ese mismo torneo, finalizando así treinta y siete años de sequía de títulos en la máxima categoría.

#### Estadísticas
| Independiente Santa Fe · Colombia                                                                                           |            |     |     |   |   |   |   |     |     |      |
| 1.ª | 1995-96    | 42  | 28  | — | — | — | — | 42  | 28  | 0.67 |
| 1.ª | 1998       | 23  | 15  | — | — | — | — | 23  | 15  | 0.65 |
| 1.ª | 2001       | 21  | 15  | — | — | — | — | 21  | 15  | 0.71 |
| 1.ª | 2004       | 28  | 17  | — | — | — | — | 28  | 17  | 0.61 |
| 1.ª | 2005-ll    | 26  | 12  | — | — | — | — | 26  | 12  | 0.46 |
| 1.ª | 2006       | 16  | 8   | — | — | 7 | 3 | 23  | 11  | 0.48 |
| 1.ª | 2007       | 31  | 16  | — | — | — | — | 31  | 16  | 0.52 |
| 1.ª | 2008-l     | 23  | 10  | 1 | 0 | — | — | 24  | 10  | 0.42 |
| 1.ª | 2011       | 17  | 2   | 5 | 1 | 2 | 0 | 24  | 3   | 0.13 |
| Total club | Total club | 227 | 123 | 6 | 1 | 9 | 3 | 242 | 127 | 0.52 |
| (1) Incluye datos de la Copa Colombia . (2) Incluye datos de Copa Libertadores. (3) No incluye goles en partidos amistosos. |            |     |     |   |   |   |   |     |     |      |

### Logros individuales
Entre los hechos destacados de su carrera profesional, hay que recalcar que se convirtió en el máximo goleador del clásico capitalino frente a Millonarios con 15 anotaciones, en el encuentro número 251, favorable para Santa Fe con marcador de 2 - 0. La primera anotación fue obra de Hernando Patiño y la segunda de Léider Preciado. De esta manera, igualó la cifra histórica de anotaciones de Miguel Ángel Converti con quince tantos (catorce con Millonarios y uno con Santa Fe).
Además de esto, hay que decir que Preciado anotó su única tripleta (3 goles) en los clásicos capitalinos frente a Millonarios el 22 de agosto de 2004, cuando marcó en los minutos 37, 62 y 80; donde a la postre ganó Santa Fe 4-1. En esta oportunidad, sumó su gol 100 como profesional con la segunda anotación (gol del minuto 62). Obtuvo su segundo botín de oro, esta vez con Santa Fe, marcando diecisiete goles nuevamente, en el segundo semestre del mismo año (2004). Otra tripleta a tener en cuenta fue la que consiguió con Once Caldas el 15 de mayo de 2002, cuando el equipo de Manizales venció a Deportes Tolima 4 por 1, cumpliendo la regla tradicional inglesa (hat trick) que consiste en marcar los 3 goles en un solo tiempo; minutos 30, 43 y 48.   
Su gol 100 con la camiseta de Santa Fe lo marcó el 23 de septiembre de 2007 frente al Real Cartagena al minuto 75. Y en total convirtió 115 goles con la camiseta del equipo cardenal; 111 fueron por campeonatos de Primera División, 3 en la Copa Libertadores 2006 y uno en la Copa Colombia 2011 que lo convirtieron en el segundo anotador histórico del club después de Alfonso Cañón con 145.
Se convirtió en el máximo goleador del fútbol profesional colombiano en la primera década del 2000 con 148 anotaciones (92 con Santa Fe, 38 con Cali, 9 con Once Caldas, 1 con América y 8 con Quindío).

## Selección nacional
Con la selección de fútbol de Colombia, participó en la fase final de la Copa del Mundo disputada en Francia 1998 y logró anotar un gol a Túnez que lo llevó a jugar fuera de su país natal; fue el único gol de Colombia en ese campeonato. Antes, había marcado los dos goles de Colombia en un partido amistoso ante Chile, jugado en el Estadio Nacional de Santiago. El resultado final fue 2-2. Su último gol fue en 2006 en un amistoso contra Chile. En total marcó cuatro goles con la camiseta de la selección de Colombia en doce partidos jugados.

### Goles internacionales
| #     | Fecha     | Lugar                       | Rival | Gol | Resultado | Competición       |
| ----- | --------- | --------------------------- | ----- | --- | --------- | ----------------- |
| 1 y 2 | 22-4-1998 | Nacional de Chile, Chile    | Chile | 1-2 | 2-2       | Amistoso          |
| 3     | 22-6-1998 | Stade de la Mosson, Francia | Túnez | 1-0 | 1-0       | Copa Mundial 1998 |
| 4     | 16-8-2006 | Nacional de Chile, Chile    | Chile | 1-0 | 2-1       | Amistoso          |

### Participaciones enCopas del Mundo
| Mundial                 | Sede    | Resultado      | PJ | GA | Asis |
| ----------------------- | ------- | -------------- | -- | -- | ---- |
| Mundial de Francia 1998 | Francia | Fase de grupos | 3  | 1  | 0    |

### Participaciones enEliminatorias al Mundial
| Eliminatoria                                | Sede del Mundial       | Posición               | Resultado              | PJ | GA | Asis |
| ------------------------------------------- | ---------------------- | ---------------------- | ---------------------- | -- | -- | ---- |
| Eliminatorias Mundial de Corea y Japón 2002 | Corea del Sur y Japón  | 6°lugar 27pts          | Eliminado              | 1  | 0  | 0    |
| Eliminatorias Mundial de Alemania 2006      | Alemania               | 6°lugar 24pts          | Eliminado              | 1  | 0  | 0    |
| Total en Eliminatorias                      | Total en Eliminatorias | Total en Eliminatorias | Total en Eliminatorias | 2  | 0  | 0    |

## Clubes
Como jugador
- Se suman once partidos y cuatro goles con la selección de Colombia.

| Club                 | País                | Año                 | Partidos | Goles |
| -------------------- | ------------------- | ------------------- | -------- | ----- |
| Santa Fe             | Colombia            | 1995-1996           | 42       | 28    |
| Cúcuta Deportivo     | Colombia            | 1997                | 6        | 1     |
| El Cóndor            | Colombia            | 1997                | ?        | ?     |
| Santa Fe             | Colombia            | 1998                | 23       | 15    |
| Racing de Santander  | España              | 1998-1999           | 16       | 2     |
| Toledo               | España              | 1999-2000           | 11       | 1     |
| Racing de Santander  | España              | 2000                | 16       | 3     |
| Santa Fe             | Colombia            | 2001                | 21       | 15    |
| Once Caldas          | Colombia            | 2002                | 23       | 10    |
| Deportivo Cali       | Colombia            | 2002-2003           | 70       | 38    |
| Santa Fe             | Colombia            | 2004-2005           | 54       | 29    |
| Al-Shabab            | Arabia Saudita      | 2005                | 10       | 5     |
| Santa Fe             | Colombia            | 2006-2008           | 78       | 37    |
| Deportivo Quito      | Ecuador             | 2008-2009           | 35       | 8     |
| América de Cali      | Colombia            | 2009                | 8        | 1     |
| Atlético Bucaramanga | Colombia            | 2010                | 10       | 4     |
| Deportes Quindío     | Colombia            | 2010                | 18       | 8     |
| Santa Fe             | Colombia            | 2011                | 24       | 3     |
| Total en su carrera  | Total en su carrera | Total en su carrera | 476      | 212   |

Como entrenador
| Club                           | País     | Año           |
| ------------------------------ | -------- | ------------- |
| Divisiones menores de Santa Fe | Colombia | 2012-presente |

## Palmarés

### Campeonatos nacionales
| Título                 | Club            | País    | Año  |
| ---------------------- | --------------- | ------- | ---- |
| Campeonato ecuatoriano | Deportivo Quito | Ecuador | 2008 |

### Distinciones individuales
| Distinción                                  | Año  |
| ------------------------------------------- | ---- |
| Goleador del Torneo Finalización (17 goles) | 2003 |
| Goleador del Torneo Finalización (15 goles) | 2004 |